# Gran Premio Cantones de La Coruña 2015
Gran Premio Cantones de La Coruña 2015 – zawody lekkoatletyczne w chodzie sportowym, które odbyły się 6 czerwca w hiszpańskim mieście A Coruña. Impreza była kolejną w cyklu IAAF Race Walking Challenge w sezonie 2015.

## Rezultaty

### Mężczyźni
| Konkurencja:  | 1. miejsce | Rezultat | 2. miejsce | Rezultat | 3. miejsce | Rezultat |
| Chód na 20 km | Wang Zhen  | 1:18:00  | Chen Ding  | 1:18:44  | Cai Zelin  | 1:19:45  |

### Kobiety
| Konkurencja:  | 1. miejsce | Rezultat   | 2. miejsce      | Rezultat | 3. miejsce    | Rezultat |
| Chód na 20 km | Liu Hong   | 1:24:38 WR | Qieyang Shenjie | 1:27:44  | Erica de Sena | 1:29:50  |